# Nibe
Nibe ist eine Kleinstadt auf der dänischen Halbinsel Himmerland. Die Stadt mit rund 5000 Einwohnern liegt am Nibe Bredning, einem Nebenarm des Limfjordes. Seit 2007 gehört sie zur Großgemeinde Aalborg, die in der Region Nordjylland liegt. Davor, von 1970 bis Dezember 2006, bildete sie das Zentrum der Nibe Kommune. Nibe befindet sich etwa 21 km westlich von Aalborg und 26 km östlich von Løgstør. Das Wappen erinnert an die Vergangenheit als bedeutende Heringsstadt.

## Geschichte
Nibe entstand im frühen Mittelalter als Fischerdorf, das durch den Fischreichtum vor allem an Heringen im Limfjord begünstigt war. Der Ort wurde 1376 erstmals als Nyphering erwähnt. Der altdänische Begriff steht für den „Niber Hering“, der in norddeutschen Hansestädten gehandelt wurde. Als der Handel in die größere Nachbarstadt Aalborg überging, wurde der Hering als „Aalborger Nibehering“ (altdänisch: Alburgs nipherinch) verkauft. Im 15. Jahrhundert gehörte der Ort dem dänischen König, der dort im 15. Jahrhundert seine eigenen „Salzer“ beschäftigte, die für den Königshof und Kriegsschiffe Salzheringe besorgten. 1518 erhielten die Bewohner das Recht, gegen eine Abgabe an die Krone in Nibe Hering zu pökeln und zu verkaufen.
Trotz Widerstand des Aalborger Bürgertums erteilte 1587 Friedrich II. die Erlaubnis, dass sich zwei Schmiede, zwei Schuhmacher und zwei Schneider in Nibe niederlassen durften. Das Wachstum sorgte dafür, dass Nibe 1672 der achtgrößte Ort Jütlands war und in ganz Dänemark an 16. Stelle lag. Als der Ort 1727 von Friedrich IV. schließlich die vollen Marktrechte erhielt, hatte Nibe 1600 Einwohner. Das geschah zu einem Zeitpunkt, als die Heringsfischerei bereits im Rückzug war. 1765 wurde Nibe von einem großen Brand erfasst, der 127 Höfe und Häuser zerstörte. 1806 brannte die Stadt erneut. 1825 folgte nach einer Sturmflut, bei dem die Nordsee bei der Landzunge Agger Tange in den Limfjord durchbrach, die nächste große Katastrophe. Danach verschwand der Hering aus dem Limfjord, so dass die dänische Regierung 1835 vorschlug, Nibe als Marktstadt (købstad) aufzugeben. Aber die Bewohner wehrten sich dagegen. 1866 bekam die Stadt einen modernen Hafen. 1899 begann mit der Errichtung der Strecke Svenstrup–Nibe–Aars das Eisenbahnzeitalter, das bis 1969 anhielt. Heute ist ein Stück des südlichen Teils der Bahnstrecke zwischen Nibe und Vegger ein kombinierter Fuß-, Rad- und Reitweg.
In einer umfangreichen Stadtrestaurierung in den 1960er Jahren wurden viele der alten Dachziegel durch Faserzement und Kreuzfenster durch große Scheiben ersetzt. Ein Plan von 1974 sorgte dafür, dass das ursprüngliche Stadtbild bewahrt wurde, indem viele der Änderungen wieder rückgängig gemacht wurden. Seit 1980 wird jedes Jahr das am besten restaurierte Haus prämiert.
Nibe ist heute eine typisch dänische Kleinstadt im Aalborger Hinterland, in der Handwerk betrieben wird und sich kleinere Fabriken angesiedelt haben. Auf dem ehemaligen Bahngelände am Hafen und oberhalb der Abhänge haben sich Institutionen und neue Unternehmen niedergelassen. Siedlungen mit Einfamilienhäusern dehnen sich in südöstlicher Richtung aus.

## Straßenbild, Bauwerke und Plätze

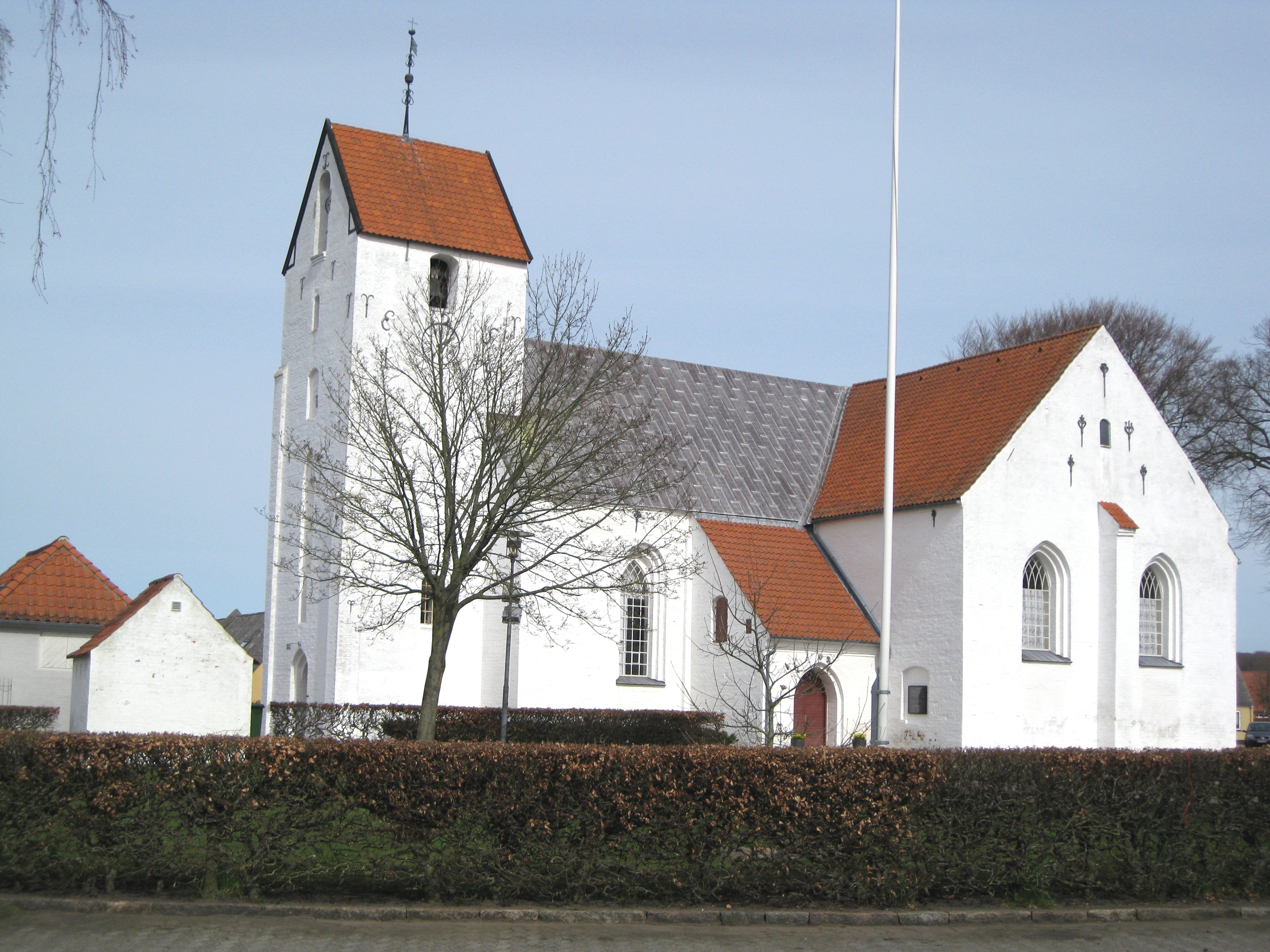
Kirche von Nibe

Das Straßenbild in der Altstadt wird von geschlossenen Häuserreihen vor großen Hofplätzen und Gärten dominiert. Die meisten der vielen alten Häuser entstanden nach dem Brand von 1806. Der allgemeine Baustil ist von der Biedermeier-Epoche geprägt – mit lokalen Besonderheiten. Die Grundmauern sind im Erdgeschoss gelb- oder weißgekalkt und haben gezähnte Gesimse. Fjordgade, Mellemgade und Strandgade zählen dabei zu den am besten erhaltenen Straßen.
Wahrzeichen der ehemaligen Heringsstadt ist die weißgekalkte Backsteinkirche Nibe Kirke. Das Gebäude mit den großen spitzbögigen Fenstern entstand Anfang des 15. Jahrhunderts, als die Heringsfischerei noch für Reichtum sorgte. Vor der Reformation war die Kirche eine Sankt Just geweihte Wallfahrtskirche. Dort wurden 1992 umfassende Kalkmalereien freigelegt, die ungefähr aus dem Jahr 1500 stammen.
Der Kaufmann Søren Nielsen (1779–1839) errichtete 1820 die erste Parkanlage in der Stadt, um die Abhänge zu begrünen. Die Arbeiten wurden von dem Apotheker Annæus Nielsen (1839–1927) fortgeführt, an den heute ein Denkmal im Park Nibe Anlæg erinnert.
Wo sich die alten Landstraßen nach Aalborg, Hobro und Løgstør treffen, liegt der Marktplatz (Torvet). Als dieser Teil der Stadt beim Brand von 1806 schwer beschädigt wurde, verzichtete man auf den Wiederaufbau einiger Häuser, so dass mit dem Torvet ein größerer und gepflasterter Platz entstand, der den alten kleineren Marktplatz (heute Gammeltorv) ersetzte und an dem die Bauern ihre Waren verkaufen konnten. Dort steht das Nibe Museum, das in dem alten Rathaus, Gericht und Gefängnis der Stadt untergebracht ist. Das Haus beherbergt ein lokalhistorisches Archiv und zeigt Ausstellungen unter anderem über die Fischerei im Limfjord.

## Persönlichkeiten
- Jens Peter Dahl-Jensen (1874–1960), Bildhauer
- Ole Thestrup (1948–2018), Schauspieler